# Bosque Tallado

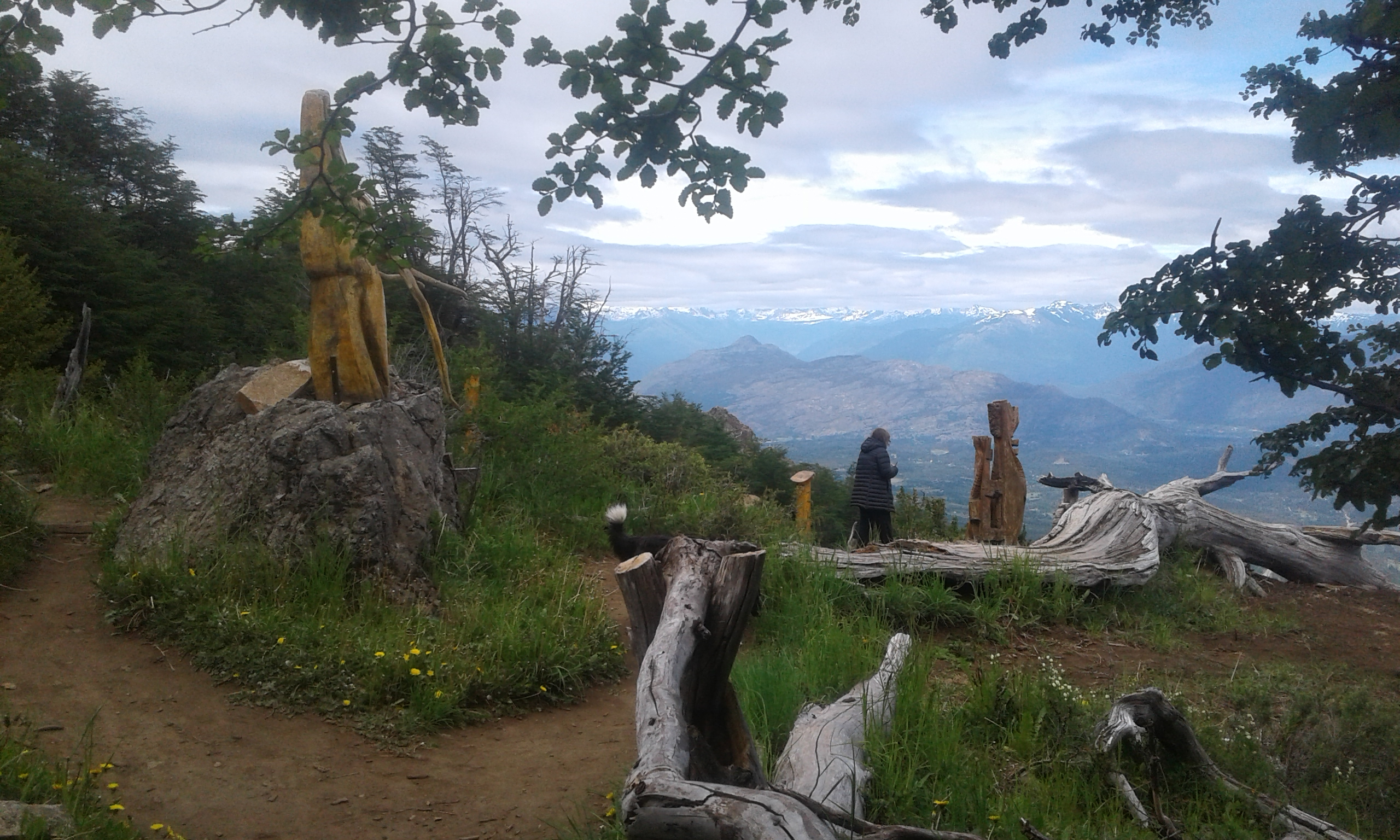
Senderos en el Bosque Tallado

El Bosque Tallado se ubica en El Bolsón, Provincia de Río Negro, Argentina, sobre un bosque quemado por incendios ocurridos en la ladera del Cerro Piltriquitrón, a 1.400 m s. n. m.. entre 1978 y 1982. Se celebraron 5 encuentros de escultores, en los años 1998, 1999, 2003, 2007 y 2010. En cada uno de ellos se realizaron tallas que pueden verse en un paseo de dificultad moderada. En total son más de 50 esculturas.

## Descripción
El organizador e ideologo de los encuentros fue el escultor, artesano y orfebre Marcelo López.
Los objetivos principales de los mismos fueron:
- Enriquecer el patrimonio artístico, cultural y turístico de la región.
- Propiciar el intercambio de experiencias creadoras, debate de ideas, conceptos artísticos y todo aquello que fomente la creación, contemplación y demanda de obras de arte.
- Fomentar el desarrollo de una industria cultural y turística que involucre a los intereses comerciales y turísticos de la región.
- Promocionar a los artistas locales, regionales y nacionales.
- Difundir el entorno paisajístico de la Comarca, ofreciendo al quienes visitan el lugar la posibilidad de disfrutar de un producto turístico - cultural en un medio natural.
- Dar nueva vida a un bosque de lengas (Nothofagus pumilio) incendiado en el año 1978 por la negligencia humana.[5][6]

El acceso tiene dos trayectos diferentes. El primero, de 11 km, que se puede transitar con auto y permite llegar a la plataforma, espacio donde se puede estacionar y se aprecia una vista del valle de El Bolsón. Luego se siguen unos 45/60 minutos de caminata, cuyos puntos panorámicos permiten ver el Lago Puelo, el Cordón Nevado y los bosques cercanos.
En verano se cobra acceso, para encarar las tareas de mantenimiento del predio y de las obras. 